# Dochmonota rudiventris
Dochmonota rudiventris är en skalbaggsart som först beskrevs av Eduard Eppelsheim 1886.  Dochmonota rudiventris ingår i släktet Dochmonota och familjen kortvingar. Arten är reproducerande i Sverige. Inga underarter finns listade i Catalogue of Life.